# Mekosuchinae
Die Mekosuchinae sind ein ausgestorbenes Taxon der Krokodile in Australien und Teilen Ozeaniens. Fossilien wurden aus der Zeit des Miozäns gefunden. Die Mekosuchinae existierten vereinzelt bis in das Holozän hinein und starben ungefähr zeitgleich mit der Ankunft von Menschen auf den Inseln Fidschi, Neu-Kaledonien und Vanuatu aus.

## Merkmale und Besonderheiten
Obwohl Uneinigkeit über die Klassifizierung der Mekosuchinae in die Familie Echte Krokodile (Crocodylidae) herrscht, da von mancher Seite angenommen wird, es sei eine komplett eigene Familie, ist gewiss, dass die Krokodile der Mekosuchinae zumindest ein breit gefächertes Erscheinungsspektrum aufwiesen.
Eine der früheren Spezies, Trilophosuchus rackhami, deren Überreste in Queensland gefunden wurden, hatte eine kurze Schnauze und verhältnismäßig große Augen; Theorien zufolge jagte es seine Beute, indem es auf Bäume kletterte und im richtigen Moment von ihnen herabstürzte (daraus resultierte der Spitzname „Sturz-Kroko“).

## Verbreitung
Ein Fossil der Mekosuchinae wurde in den Miozän-Einlagerungen auf Neuseeland ausgegraben. Die Art Mekosuchus besiedelte eine Reihe pazifischer Inseln; es wird angenommen, dass es sich im Korallenmeer von Insel zu Insel bewegte, etwa über die Chesterfieldinseln nach Neu-Kaledonien und von dort weiter auf andere Inseln und Archipele. Vermutungen existieren, denen zufolge weitere Überreste von Mekosuchus auf Tonga und Samoa gefunden werden könnten.

## Aussterben
Mekosuchinae starben in Australien infolge der Ankunft von Krokodilen der Gattung Crocodylus aus, die sich beispielsweise im Leistenkrokodil findet. Arten wie Mekosuchus inexpectatus und Mekosuchus kalpokasi überlebten auf Vanuatu und Neu-Kaledonien, bis Menschen die Inseln erreichten; Menschen werden (direkt oder indirekt) für die Auslöschung der Tiere verantwortlich gemacht. 
Obwohl als sicher gilt, dass das hauptsächliche Aussterben der Tiere im Pliozän auftrat, wird angenommen, dass in manchen Lebensräumen vereinzelt Arten bis vor etwa 3000 Jahren auftraten.

## Innere Systematik
In dieses Taxon gehören folgende Arten: 
- †  Mekosuchinae 
  - Gattung: † Kambara Willis & Molnar, 1993
    - † Kambara taraina Buchanan, 2009
    - † Kambara molnari Holt, [[Steven W. Salisbury|Salisbury]] & Willis, 2005
    - † Kambara murgonensis Willis & Molnar, 1993
    - † Kambara implexidens Salisbury & Willis, 1996

  - Gattung: † Australosuchus Willis & Molnar, 1991 (Zugehörigkeit umstritten)
    - † Australosuchus clarkae Willis & Molnar, 1991

  - Gattung: † Pallimnarchus De Vis, 1886
    - † Pallimnarchus pollens De Vis, 1886
    - † Pallimnarchus gracilis Willis & Molnar, 1997

  - Gattung: † Baru Willis, Murray & Megirian, 1990
    - † Baru huberi Willis, 1997
    - † Baru wickeni Willis, 1997
    - † Baru darrowi Willis, Murray & Megirian, 1990

  - Gattung: † Trilophosuchus Willis, 1993
    - † Trilophosuchus rackhami Willis, 1993

  - Gattung: † Harpacochampsa Megirian, Murray & Willis, 1991 (Zugehörigkeit umstritten)
    - † Harpacochampsa camfieldensis Megirian, Murray & Willis, 1991

  - Gattung: † Volia Molnar, Worthy & Willis, 2002
    - † Volia athollandersoni Molnar, Worthy & Willis, 2002

  - Gattung: † Quinkana Molnar, 1981
    - † Quinkana meboldi Willis, 1997
    - † Quinkana timara Megirian, 1994
    - † Quinkana babarra Willis & Mackness, 1996
    - † Quinkana fortirostrum Molnar, 1981

  - Gattung: † Mekosuchus Balouet & Buffetaut, 1987
    - † Mekosuchus whitehunterensis Willis, 1997
    - † Mekosuchus sanderi Willis, 2001
    - † Mekosuchus inexpectatus Balouet & Buffetaut, 1987
    - † Mekosuchus kalpokasi Mead, Steadman, Bedford, Bell & Spriggs, 2002